# Hashim Thaçi
Hashim Thaçi (Skënderaj, 24 de abril de 1968) é um político de Kosovo,presidente de seu país eleito em 2016 e o presidente do Partido Democrático do Kosovo (PDK) e antigo partidário do Exército de Libertação do Kosovo (UÇK) e foi eleito para presidente do Kosovo, cargo que assumiu em 7 de abril de 2016.
Renunciou à presidência em 05 de novembro de 2020, após ser formalmente indiciado por crimes de guerra. 

## Biografia
Antes de Thaçi emigrar para a Suíça, estudou filosofia e história na Universidade de Priština. Em 1993, juntou-se ao grupo político kosovar-albanês emigrado na Suíça. Tornou-se aí um dos fundadores do Movimento Popular do Kosovo (LPK), grupo marxista-leninista partidário do nacionalismo albanês e do movimento que pretende unificar todas as populações de etnia albanesa num só Estado, a Grande Albânia.
Nas eleições kosovares realizadas em 17 de novembro de 2007 para suceder a Agim Čeku, quando o escrutínio se situava em torno dos 90%, foi proclamada a vitória do PDK, com um total de 34% dos votos. Hashim Thaçi garantiu a sua intenção de declarar a independência do Kosovo em 10 de dezembro, o dia fixado pelas Nações Unidas para o fim das negociações com a Sérvia.
Em 19 de novembro daquele ano, a União Europeia advertiu Thaçi e os seus aliados albaneses para que não levassem a cabo a declaração de independência sem que antes se realizasse uma consulta. Anunciou, em Fevereiro de 2008, a data de declaração da independência kosovar.
Em 2 de novembro de 2010, foi destituído do cargo de primeiro-ministro após um voto de não-confiança do parlamento, ocorrido após a decisão do principal partido de coalizão de Thaçi, a Liga Democrática do Kosovo (LDK), de deixar o governo. A votação teve 66 votos a favor e um contra para derrubar o governo de Thaci e dissolver 120 cadeiras da Assembleia do país.
Foi o ministro dos negócios estrangeiros do Kosovo, no governo liderado por Isa Mustafa.

## Acusação de crimes de guerra e crimes contra a Humanidade
Os procuradores do Tribunal Especial para o Kosovo acusaram, em 24 de Junho de 2020, o Presidente kosovar de crimes de guerra e crimes contra a Humanidade no decurso do conflito contra a Sérvia, no final da década de 1990. Hashim Thaçi é acusado de “crimes contra a Humanidade, de crimes de guerra, incluindo morte, desaparecimento forçado de pessoas, perseguição e tortura”, anunciou em comunicado o tribunal com sede em Haia, Holanda, precisando que as acusações devem ser ainda confirmadas por um juiz.